# Ivan Hora
Ivan Hora (* 20. Jahrhundert) ist ein ehemaliger tschechischer Schauspieler.

## Leben
Hora verkörperte 1993 in Die sieben Raben (Sedmero krkavců) den Bruder Jura. 1997 spielte er in dem tschechischen Märchenfilm Rumpelstilzchen & Co. (Rumplcimprcampr) die männliche Hauptrolle des Prinzen Hubertus.

## Filmografie
- 1991:	Někdo zvoní
- 1991:	Svlékání kůže
- 1993: Die sieben Raben (Sedmero krkavců)
- 1997: Rumpelstilzchen & Co. (Rumplcimprcampr)